# فوتبال در سودان جنوبی
فوتبال پرطرفدارترین ورزش در سودان جنوبی است. ورزش فوتبال در این کشور توسط اتحادیه فوتبال سودان جنوبی اداره می‌شود. این اتحادیه مدیریت تیم ملی فوتبال و همچنین قهرمانی فوتبال را بر عهده دارد.